# Świerczyńsko
Świerczyńsko – wieś w Polsce położona w województwie łódzkim, w powiecie piotrkowskim, w gminie Rozprza.
W latach 1975–1998 miejscowość administracyjnie należała do województwa piotrkowskiego.

## Historia
Wieś należała do wielu rodów szlacheckich, m.in. do: Świerczyńskich, Glińskich, Bełchackich, Grochowalskich, Bierzyńskich, Jurzyńskich i Kobierzyckich. W roku 1791 Maksymilian Chodakowski herbu Dołęga, pułkownik wojsk koronnych nabył od szambelana Adama Kobierzyckiego majątek Świerczyńsko wraz z częścią wsi Gieski. W 1803 roku posiadaczem dóbr Świerczyńsko był Piotr Chodakowski, podstarości ostrzeszowski. Kolejnym właścicielem wsi był Johan Gottlieb Klein z Łaznowa.